# Karen Gillece
Karen Gillece (Dublino, 1974) è una scrittrice irlandese.

## Biografia
Ha studiato Giurisprudenza all'University College Dublin. Il suo primo romanzo Seven Nights In Zaragoza è stato pubblicato nel 2005. Nel 2006 è stato seguito da Longshore Drift che ha ricevuto il Premio letterario dell'Unione europea nel 2009. Nei due anni successivi sono usciti My Glass Heart e The Absent Wife. Nel 2001 è stata inserita tra i candidati del Hennessy New Irish Writing Award.

## Opere
- Seven Nights in Zaragoza (2005)
- Longshore Drift (2006)
- My Glass Heart (2007)
- The Absent Wife (2008)
- The Boy That Never Was (2014) (firmato Karen Perry in collaborazione con Paul Perry)